# 韞歡
金志堅（1921年9月11日—2004年8月9日），满族，本姓愛新覺羅氏，本名韞歡，乳名姞格，字蕊莟，號璧月。末代皇帝溥儀最年幼的妹妹。

## 家世
同治帝載淳十八歲時病故，又無兒女，西太后破例下詔指定醇親王奕譞第二子載湉接替堂兄載淳當第十一任皇帝。奕譞死時，第一子載瀚、第三子和第四子載洸都已夭折，第二子載湉已當皇帝，於是由最年長的第五子載灃承襲醇親王王爵，就是金志堅的父親。生母媵妾邓佳氏。

## 歷程
- 民國十年（1921年）八月初十日，生於醇親王府北府。她在姐妹中排行第七，王府內上下都稱「七格格」。八月廿九日，阿瑪[2]載灃嫡妃暴卒。
- 民國十三年（1924年），年滿三周歲，獨立完成王府禮節。
- 民國十四年（1925年），爺爺[3]劉佳氏卒。大姐韞瑛鬱悶而死，時年十六歲[4]。
- 民國十五年（1926年），春天全家小住西什庫教堂院內，秋天搬回王府。
- 民國十七年（1928年），全家遷住天津。奕譞第三位側妃李佳氏卒於王府內。
- 民國十八年（1929年），和四哥溥任、六姐韞娛一起進入英國工部局所辦的耀華學校讀書。
- 民國二十五年（1936年），三兄妹在寒假之後停學。
- 民國二十八年（1939年），一家人回到醇親王府。劉雋生老師住進王府花園，並對韞歡三兄妹詩書畫并授。
- 民國三十一年（1942年），額娘[5]鄧佳氏卒，時年四十六歲。秋天，劉老師離府。
- 民國三十二年（1943年），六姐和王愛蘭結婚。
- 民國三十六年（1947年），走出花園到一所兢業學校幫助四哥工作。
- 民國三十七年（1948年），和朋友李淑芬[6] 一起開辦一所女子職業學校「堅志女子職業學校」。
- 1949年，經過朋友李淑芬的介紹，認識年長她兩歲的喬宏志。1月31日，北京各界人民舉行慶祝解放的成大遊行，韞歡同學生們一起加入遊行隊伍。10月1日，和學生們一起參加開國盛典。
- 1950年，以「金志堅」[7] 之名被政府正式吸收為公辦小學的教員，成為兄弟姐妹當中第一個參加中共工作的人。2月12日，和喬宏志在三對新人集體婚禮中結婚，是姐妹當中唯一和漢族平民結婚的人。
- 1951年，阿瑪載灃病故。
- 1955年，被邀請參加中國人民政治協商會議北京市崇文區委員會，任常委。
- 1957年，開始擔任精忠街小學教導主任。
- 1960年，在周恩來總理安排下和大哥溥儀等兄妹們團聚，平生第一次叫大哥一聲「大哥」。4月14日，丈夫喬宏志病故，時年四十一歲。
- 1967年，大哥病死於北京，時年六十一歲。6月，到豐台區黃土崗公社白盆窖大隊參加麥收勞動。
- 1975年，任北京市第227中學副教導主任。
- 1979年，從北京市第227中學副教導主任崗位上退休。
- 2004年，初夏時重病住院，二十幾天以後離開人世。8月9日，百位弔唁者在北京市八寶山人民公墓菊花廳向韞歡遺體告別。

## 親人

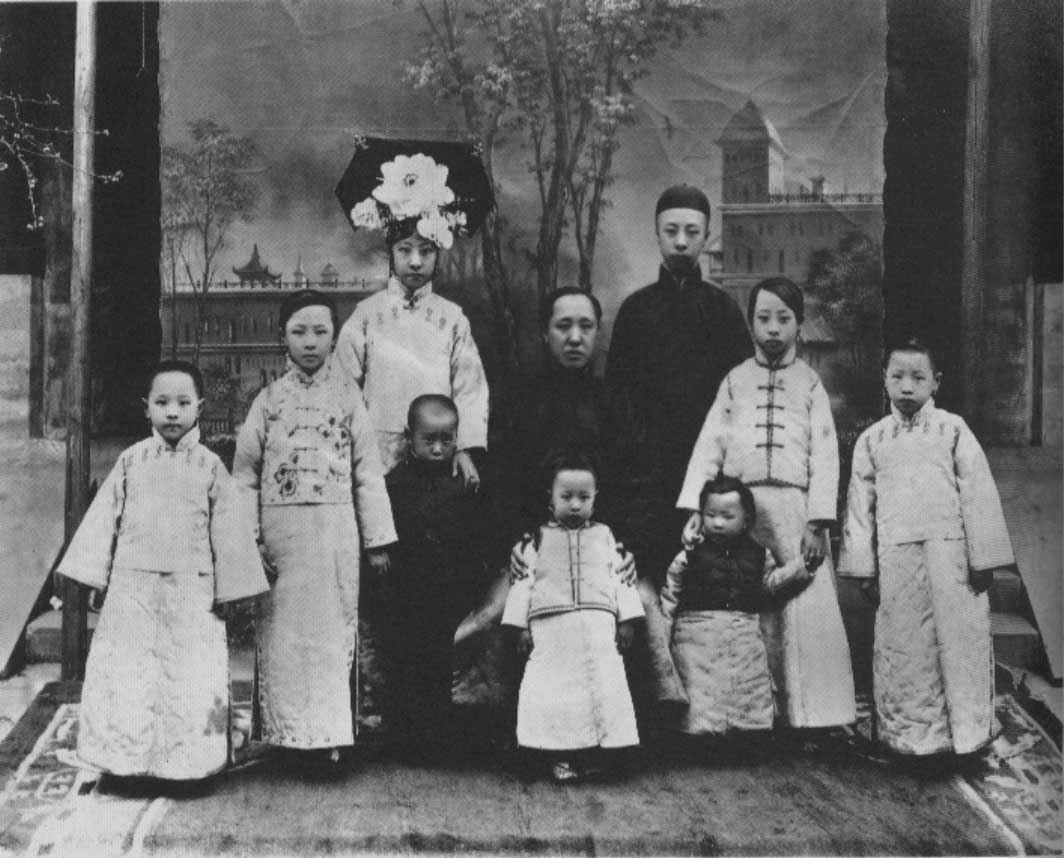
金志堅（右三）和阿瑪、兄姐合照
左：五姐、三姐、大姐、四哥
中：阿瑪、六姐
右：四姐、二姐、二哥

### 兄姐[8]
- 大哥 溥儀（1906年－1967年），乳名「午格」[9]，字「耀之」，号「浩然」，又名「溥浩然」。清朝末代宣統皇帝。無兒女。
  - 皇后 婉容（1906年－1946年），姓「郭布羅」[10] 氏，字「慕鴻」。內務府大臣榮源第一女。
  - 淑妃 文繡（1909年－1953年），姓「額爾德特」[11] 氏，原名「蕙心」，學名「傅玉芳」。端恭第二女。1931年和溥儀離婚。
  - 祥貴人 譚玉齡（1920年－1942年），本姓「他他拉」氏。
  - 福貴人 李玉琴（1928年－2001年），漢人，1957年和溥儀離婚。曾於圖書館工作。
  - 妻 李淑賢（1925年[12]－1997年），漢人，曾任醫院工友。

- 二哥 溥傑（1907年－1994年），乳名「譽格」，字「俊之」，號「秉藩」[13]，又名「溥俊之」。生兩女。
  - 妻 唐石霞（1904年－1993年），本姓「他他拉」氏，字「怡瑩」。瑾妃和珍妃的兄長志錡之女。已和溥傑離婚。畫家。
  - 妻 浩（1914年－1987年），舊姓「嵯峨」氏，冠夫姓。日本侯爵嵯峨実勝第一女。
    - 第一女 慧生（1938年－1957年），死於日本天城山。
    - 第二女 嫮生（1939年－），現居日本，冠夫姓「福永」。

- 大姐 韞瑛（1909年－1925年），乳名「毓格」，字「蕊欣」，號「秉瑛」。無兒女。
  - 夫 潤良，姓「郭布羅」氏，皇后婉容胞兄。之前曾娶那彥圖親王子祺誠武第一女。

- 二姐 韞龢[14]（1911年－2002年），乳名「碩格」，字「蕊菡」，號「秉熹」，現名「金欣如」[15]。生三女一男。
  - 夫 鄭廣元[16]，滿洲國國務院總理大臣鄭孝胥之孫、鄭禹之子。曾任北京市郵局工程師。
    - 第一女 鄭英才（1933年－1992年）
    - 第二女 鄭爽（1936年－）
    - 第三女 鄭潔（1937年－1977年）
    - 第一子 鄭大力（1947年－）

- 三姐 韞穎（1913年－1992年），乳名「佩格」，字「蕊秀」，號「秉顥」，又名「金蕊秀」。生一女兩男。
  - 夫 潤麒（1912年－2007年），姓「郭布羅」氏，皇后婉容之弟，毓朗府二格格恆香之子。曾任中國社會科學院法學研究所編譯。
    - 第一子 宗弇
    - 第二子 宗光
    - 第一女 曼若

- 四姐 韞嫺（1914年－2003年），乳名「來格」，字「蕊珠」，現名「金韞嫺」，生一女一男。
  - 夫 趙琪璠，原名「趙國圻」，紹興知府貴福[17] 之子。曾任北京市民族事務委員會委員。

- 三哥 溥倛（1915年－1918年），三歲夭折。
- 五姐 韞馨（1917年－1998年），乳名「悅格」，字「蕊潔」，又名「金韞馨」。生一女三男。
  - 夫 萬嘉熙，清朝大臣萬繩之子。曾任北京編譯社編譯。

- 四哥 溥任（1918年－2015年），乳名「聯格」，字「友之」，現名「金友之」。生兩女三男。
  - 妻 金瑜庭（－1971年），清朝文華殿大學士兼內務府大臣世續之孫女。
    - 第一子 金毓嶂（1942年－）
    - 第二子 金毓峑（1946年－）
    - 第三子 金毓嵐（1948年－）
    - 第一女 金毓琨
    - 第二女 金毓珵

  - 妻 張茂瀅，1975年和溥任結婚，已故。
- 六姐 韞娛（1919年－1982年），乳名「星格」，字「蕊樂」[18]，又名「溥韞娛」。曾任北京國畫院畫師。生四女一男。
  - 夫 王愛蘭（1921年－2005年），本姓「完顏」氏，原名「武賢」。曾任滿洲正紅旗都統蘅桂之子，金朝世宗皇帝之裔。曾任北京國畫院畫師。
    - 第一子 王昭（1950年－），著名旅日畫家。

### 丈夫
- 夫 喬宏志（1919年－1960年），生於山東省博山縣一個貧民家庭裏，曾任北京第四中學副教導主任。

### 兒女
- 第一女 喬英（1950年－），曾從事技術指導和產品檢查工作，嫁工廠技術員李志強，生一女（李小岩）。
- 第一子 喬岷（1952年－），曾當建築材料廠工人，娶醫生王赤景，生一男（喬小冬）。
- 第二子 喬岱（1953年－2001年），曾任中學教師，娶劉美玲，生一男（喬小萌）。